# Alberto Rosende
Alberto Carlos Rosende (født 14. februar 1993) er en amerikansk skuespiller, der er mest kendt for at spille Simon Lewis i Freeforms drama-tv-serie Shadowhunters. Han er også kendt fra sin rolle som Blake Gallo i serien Chicago fire.

## Privatliv
Alberto Rosende blev født og opvoksede i South Florida og er søn af Martha Cristina Ferrucho og Alberto Carlos Rosende. Han har en yngre bror, der hedder Diego, og han er af colombiansk og cubansk afstamning. Han gik på St. Thomas Aquinas High School i Fort Lauderdale, hvor han også var medlem af et børneteater, hvor han blandt andet spillede Link Larkin i deres version af Hairspray. I 2015 blev han færdig på New York University's Tisch School of the Arts med en Bachelor of Fine Arts.
Han taler desuden flydende spansk.

## Filmografi
| År      | Titel                             | Rolle           | Noter                         |
| ------- | --------------------------------- | --------------- | ----------------------------- |
| 2013    | The Swing of Things               | Danser          | Kortfilm                      |
| 2015    | Blue Bloods                       | Carlos Santiago | Episode: "Sins of the Father" |
| 2015    | Law & Order: Special Victims Unit | Jordan Messina  | Episode: "Catfishing Teacher" |
| 2016–nu | Shadowhunters                     | Simon Lewis     | Hovedperson                   |